# Phantyna mulegensis
Phantyna mulegensis là một loài nhện trong họ Dictynidae.
Loài này thuộc chi Phantyna. Phantyna mulegensis được Ralph Vary Chamberlin miêu tả năm 1924.